# Koszmosz–211
A Koszmosz–211 (oroszul: Космос 211) (DSZ-P1-Yu – oroszul: ДС-П1-Ю/12) a szovjet Koszmosz műszeres műhold-sorozat tagja. Technikai műhold.

## Küldetés
Feladata, hogy kijelölt pályán mozogva mérési etalonként segítse a ballisztikus ellenrakéták felderítését végző lokátorok (radarok) technikai műveleteinek tesztelését, segítse a légvédelem szerves egységeinek (irányítás, védelmi eszközök riasztása, imitált elfogás és megsemmisítés) összehangolt működését.

## Jellemzői
Az OKB–1 tervezőirodában kifejlesztett és építését felügyelő műhold. Dnyipropetrovszk (oroszul: Днепропетровск), Ukrajnában OKB–586 a Déli Gépgyár (Juzsmas) volt a központja több Koszmosz (DSZ–2/, ДС-2) műhold összeszerelésének. Üzemeltetője a moszkvai MO (Министерство обороны) minisztérium.
1968. április 9-én a Pleszeck űrrepülőtérről, a PL LC–133/1 indítóállásából egy Koszmosz–2 (11K63) típusú hordozórakétával juttatták (LEO = Low-Earth Orbit) alacsony Föld körüli pályára. Az orbitális egység pályája 100,8 perces, 81,8 fokos hajlásszögű, elliptikus pálya perigeuma 197 kilométer, apogeuma 1397 kilométer volt. Hasznos tömege 325 kilogramm.
A Koszmosz–191 programját folytatta. Alakja hengeres, átmérője 1,2 méter, hossza 1,8 méter. A sorozat felépítését, szerkezetét, alapvető fedélzeti rendszereit tekintve egységesített, szabványosított tudományos-kutató űreszköz. Áramforrása kémiai, illetve a felületét burkoló napelemek energiahasznosításának kombinációja (kémiai akkumulátorok, napelemes energiaellátás – földárnyékban puffer-akkumulátorokkal).
1968. november 10-én földi parancsra belépett a légkörbe és megsemmisült.